# اوگنیانووو (استان دوبریچ)
اوگنیانووو (به بلغاری: Ognyanovo) یک منطقهٔ مسکونی در بلغارستان است که در شهرستان کروشاری واقع شده‌است.